# Чикал Адам Васильович
Ада́м Васи́льович Чикал (також Чікал; 18 березня 1947, с. Кремінна — 17 липня 2020 с. Лісоводи Хмельницької області) — український політик, народний депутат України II—IV скликань.

## Біографія
Народився 18 березня 1947 року (с. Кремінна, Городоцький р-н, Хмельницька обл.) в сім'ї колгоспника; укр.; дружина Валентина Онисівна (1950) — фельдшер-акушер, пом. нар. деп. України; син Олег (1970) — військовосл.; донька Оксана (1974).
Освіта:
- Бакинське вище командне уч-ще;
- Військова академія імені М. В. Фрунзе (1978—1981);
- Військ. академія Ґенштабу ЗС СРСР (1989—1991).

Після закінчення СПТУ працював водієм. Служив в армії. Навчався в Бакинському вищому командному уч-щі. З 1968 — ком. військових підрозділів Ґрупи рад. військ у Німеччині і в м. Полоцьку Білоруської РСР; нач. штабу батальйону, Сахалінська обл. 1978-81 — слухач, Військ. академія ім. Фрунзе. З 1981 — нач. штабу танкового полку, м. Кушка Туркменської РСР. 05.1982-12.85 — нач. штабу полку, командир полку, Афганістан. Був двічі важко поранений. Опісля Афганістану — ком. полку, нач. штабу дивізії, Прикарп. ВОкр. 1989-91 — слухач, Військ. академія Ґенштабу ЗС СРСР. 1991-93 — ком. навчальної дивізії Прикарпат. ВОкр., м. Бердичів. 06.1993-05.1995 — 1-й заст. командувача 8-ї танкової армії, м. Житомир.
Був чл. партії «Трудова Україна» (з 03.2001).
03.2006 канд. в нар. деп. України від Народного блоку Литвина, N 103 в списку, чл. НП.
Народний депутат України 2 склик. з 04.1994 (2-й тур) до 04.1998, Бердичівський виб. окр. N 156, Житомир. обл., висун. виборцями. Голова підком-ту з військових питань, заст. голови Ком-ту з питань оборони і держ. безпеки. Чл. МДҐ. На час виборів: в/ч N 1494, 1-й заст. командувача 8-ї танк. армії.
Народний депутат України 3 склик. 03.1998-04.2002, виб. окр. N 191, Хмельницька область. На час виборів: нар. деп. України. Чл. Ком-ту з питань нац. безпеки і оборони (07.1998-04.99), чл. Ком-ту з питань законодавчого забезпечення правоохоронної діяльності та боротьби з орг. злочинністю і корупцією (04.1999-02.2000), 1-й заст. голови Ком-ту з питань нац. безпеки і оборони (з 02.2000). Чл. фракції НДП (05.-07.1998), позафр. (16.-22.07.1998), ґрупи «Незалежні» (07.-10.1998), фракції СелПУ (10.1998-11.99), чл. ґрупи Народного блоку Литвина (11.2005-04.06), чл. ґрупи «Трудова Україна» (з 11.1999).
Народний депутат України 4 склик. 04.2002-04.06, виб. окр. N 191, Хмельницька область, самовисування. За 32.75 %, 9 суперн. На час виборів: нар. деп. України, член Політичної партії «Трудова Україна». Чл. фракції «Єдина Україна» (05.-06.2002), чл. фракції партій ППУ та «Трудова Україна» (06.2002-04.04), чл. фракції політ. партії «Трудова Україна» (04.-12.2004), позафр. (12.2004-01.05), чл. ґрупи «Демократична Україна» (01.-09.2005), чл. фракції Політ. партії «Вперед, Україно!» (09.-11.2005), заст. голови Ком-ту з питань національної безпеки і оборони (06.2002-04.06).
Адам Васильович Чикал помер 17 липня 2020 року після важкої довготривалої хвороби. Похований на батьківщині в с. Лісоводи Хмельницької області, де проживав останні роки життя.

## Нагороди
- Орден Червоної Зірки (1983, 1984),
- Орден «За службу Батьківщині у Збройних Силах СРСР» III ст. (1976, 1982);
- Почесна Грамота Президії ВР СРСР (1985);
- «Іменна вогнепальна зброя» (1997);
- Почесна грамота Кабінету Міністрів України (03.2002);
- Орден Св. Дмитра Солунського III ст. (1999, УПЦ МП);
- Орден Христа Спасителя (2001, УПЦ КП).

Ген.-полк. (08.2003; з 01.2004 — у відставці).
Володіє німецькою мовою.
Захопл.: мисливство.